# Gare de Saint-Pierre-du-Vauvray
Pour les articles homonymes, voir Gare de Saint-Pierre.
La gare de Saint-Pierre-du-Vauvray est une gare ferroviaire française fermée de la ligne de Paris-Saint-Lazare au Havre, située sur le territoire de la commune de Saint-Pierre-du-Vauvray dans le département de l'Eure, en région Normandie.
Elle est mise en service en 1843 par la Compagnie du chemin de fer de Paris à Rouen et fermée en 2019 par la Société nationale des chemins de fer français (SNCF).
Jusqu'à sa fermeture, c'était une halte voyageurs de la SNCF du réseau TER Normandie desservie par des trains express régionaux.

## Situation ferroviaire
Établie à 13 mètres d'altitude, la gare de bifurcation de Saint-Pierre-du-Vauvray est située au point kilométrique (PK) 106,703 de la ligne de Paris-Saint-Lazare au Havre, entre les gares ouvertes de Gaillon - Aubevoye et de Val-de-Reuil. Elle est séparée de la première par la gare fermée de Venables. 
Elle est également l'origine, au PK 106,703, de la ligne de Saint-Pierre-du-Vauvray à Louviers, utilisée en trafic fret.
Au même PK, elle est l'origine de la ligne de Saint-Pierre-du-Vauvray aux Andelys, déclassée depuis 1954.

## Histoire
La « station de Saint-Pierre-du-Vauvray » est mise en service le 9 mai 1843 par la Compagnie du chemin de fer de Paris à Rouen, lorsqu'elle ouvre à l'exploitation la section de Colombes à Rouen-Saint-Sever de sa ligne de Paris à Rouen.
Elle devient une gare de bifurcation avec la mise en service de la ligne de Saint-Pierre-du-Vauvray à Louviers[Quand ?], complétée en 1896 par la ligne de Saint-Pierre-du-Vauvray aux Andelys. Ces deux lignes sont désormais hors-service. 
En 2014, c'est une gare voyageurs d'intérêt local (catégorie C : moins de 100 000 voyageurs par an de 2010 à 2011), qui dispose de trois quais (le quai N1D1 d'une longueur totale de 438 m et le quai central A, avec le quai de la voie 1 d'une longueur totale de 306 m et le quai de la voie 2 d'une longueur utile de 303 m), un souterrain et un abri.
En 2015, selon les estimations de la SNCF, la fréquentation annuelle de la gare est de 1 695 voyageurs.
Elle est fermée en décembre 2019. Avant sa fermeture, ça n'était plus qu'un point d'arrêt non géré (PANG) à accès libre. La gare était alors desservie par des trains express régionaux de la relation Rouen – Val de Reuil – Vernon – Mantes-la-Jolie.

## Service des voyageurs
La gare n'est plus desservie par aucun train.
Un parking pour les véhicules y est aménagé. La ligne 8 du réseau de bus Semo fait la liaison avec Val-de-Reuil.

## Service des marchandises
Cette gare est ouverte au service du fret (train massif seulement).